# Drepanoidea
De Drepanoidea vormen een superfamilie van vlinders (Lepidoptera). De superfamilie omvatte in 2011 672 soorten in 126 geslachten.

## Families
De Drepanoidea omvatten de volgende families:
- Cimeliidae Chrétien, 1916
- Doidae Donahue & Brown, 1987
- Drepanidae Boisduval, 1828 - Eenstaartjes